# Nathan Byrne
Nathan William Byrne, né le 5 juin 1992 à St Albans, est un footballeur anglais qui joue au poste de milieu de terrain au Charlotte FC en MLS.

## Biographie
Nathan Byrne est formé à St. Albans City puis à Tottenham. N'arrivant pas à percer à Tottenham, il est prêté dans plusieurs clubs.
Il joue ses premiers matchs professionnels avec Brentford. Il évolue ensuite avec Bournemouth et Crawley Town. Il rejoint en 2013 le club de Swindon Town, toujours sous forme de prêt, avant de s'engager définitivement avec celui-ci. 
Il s'engage ensuite lors de l'été 2015 avec Wolverhampton, club avec lequel il découvre la deuxième division anglaise. Le 31 août 2016, il rejoint le club de Wigan, en échange d'une indemnité évaluée à 750 000 €.
Le 9 janvier 2017, il est prêté à Charlton Athletic.

## Palmarès

### En club
- Wigan Athletic
  - Champion d'Angleterre de D3 en 2018.

### Distinctions personnelles
- Membre de l'équipe-type de D3 anglaise en 2015 et 2018.